# 青木富美子
青木　富美子（あおき　ふみこ、1966年11月22日 - ）は日本、山形県真室川町出身の元クロスカントリースキー選手。指導者。
山形県立真室川高等学校-日本大学-山形県総合運動都市公園公社-山形県立真室川高等学校教諭、SAJナショナルジュニアチーム
コーチ
1990年代に日本のエースとして国際大会で活躍、1996/97シーズンのクロスカントリースキー・ワールドカップでは3度5位入賞している。
国内では全日本選手権で2年連続4冠となるなど個人通算24勝を記録した。

## 主な成績
- 1988年全日本スキー選手権5km優勝
- 1989年全日本スキー選手権10kmフリー、15km優勝
- 1990年全日本スキー選手権15km優勝
- 1990年アジア冬季競技大会10km、15 km、5 km×4リレー　優勝
- 1991年世界選手権15kmクラシカル13位
- 1992年アルベールビルオリンピック5kmクラシカル30位、15kmクラシカル37位、複合19位、4×5kmリレー12位
- 1992年全日本スキー選手権10kmクラシカル、10kmフリー、15km優勝
- 1993年世界選手権5kmクラシカル41位、15kmクラシカル20位、複合22位、30kmフリー40位
- 1993年全日本スキー選手権5kmクラシカル、10kmフリー、15km優勝
- 1994年リレハンメルオリンピック5kmクラシカル26位、15kmフリー11位、複合16位、30kmクラシカル26位
- 1994年全日本スキー選手権5kmクラシカル、10kmフリー、15 km、30km優勝
- 1995年世界選手権5kmクラシカル44位、複合41位
- 1995年全日本スキー選手権5kmクラシカル、10kmフリー、15 km、30km優勝
- 1996年全日本スキー選手権5kmクラシカル、10kmフリー優勝
- 1997年世界選手権5kmクラシカル26位、15kmフリー28位、複合30位、30kmクラシカル29位
- 1997年全日本スキー選手権5kmクラシカル、10kmフリー、15 km、30km優勝
- 1998年長野オリンピック5kmクラシカル31位、15kmクラシカル37位、複合29位、30kmクラシカル26位、4×5kmリレー10位
- 1999年世界選手権5kmクラシカル39位、複合41位、30kmクラシカル47位
- 2001年世界選手権10kmクラシカル52位、複合46位